# Jordbrukarnas fria grupp
Jordbrukarnas fria grupp var en riksdagsgruppering inom Jordbrukarnas Riksförbund, ett riksdagsparti som bildades 1918 och 1922 gick samman Bondeförbundet.
Ordförande i riksdagsgruppen var 1919-1921 Olof Olsson i Kullenbergstorp.